# Município de Pleasant (condado de Marion, Ohio)
O município de Pleasant (em inglês: Pleasant Township) é um município localizado no condado de Marion no estado estadounidense de Ohio. No ano de 2010 tinha uma população de 4.773 habitantes e uma densidade populacional de 65,11 pessoas por km².

## Geografia
O município de Pleasant encontra-se localizado nas coordenadas 40° 31′ 38″ N, 83° 07′ 39″ O. Segundo o Departamento do Censo dos Estados Unidos, o município tem uma superfície total de 73.3 km², da qual 73,21 km² correspondem a terra firme e (0,13 %) 0,09 km² é água.

## Demografia
Segundo o censo de 2010, tinha 4.773 habitantes residindo no município de Pleasant. A densidade populacional era de 65,11 hab./km². Dos 4.773 habitantes, o município de Pleasant estava composto pelo 97,4 % brancos, o 0,5 % eram afroamericanos, o 0,15 % eram amerindios, o 1,22 % eram asiáticos, o 0,13 % eram de outras raças e o 0,61 % eram de uma mistura de raças. Do total da população o 0,61 % eram hispanos ou latinos de qualquer raça.